# August Humer
August Humer (* 28. Jänner 1947 in Ried im Innkreis, Oberösterreich; † 18. Jänner 2007) war österreichischer Organist und Cembalist.

## Leben

### Ausbildung
Im Alter von 7 Jahren begann August Humer mit dem Klavierunterricht und erlernte bald auch das Orgelspiel. Er besuchte das humanistische Gymnasium in Ried und studierte dann in Linz am Brucknerkonservatorium Theorie und Orgel und setzte das Studium in Wien fort, unter anderem bei Anton Heiller und Isolde Ahlgrimm, außerdem studierte er Musikwissenschaften.
Er beendete das Studium Summa cum laude und reiste dann nach Amerika, um dort die Position des Chorleiters und Organisten der St. James Episcopal Church in Richmond anzutreten. Auch in Europa war er sehr erfolgreich und gewann mehrere Preise.

### Weitere Stationen
Humers Konzerttätigkeit reichte in Europa von Spanien bis nach Skandinavien. Darüber hinaus führten ihn mehrere Tourneen nach Kanada und in die USA.
Seit 1973 unterrichtete er Orgel, Cembalo, historische Tasteninstrumente und Kammermusik an der Anton Bruckner Privatuniversität Linz. Ab 1975 war er Domorganist an der Brucknerorgel im Alten Dom zu Linz.
Mit Johannes Marian trat er regelmäßig im Klavierduo auf und spielte zeitgenössische Arrangements, wie etwa jene der Symphonien Anton Bruckners.
Im Jahr 2000 spielte er bereits zum zweiten Mal das gesamte Orgelwerk Johann Sebastian Bachs in einer Konzertreihe.